# Mika Karppinen
Mika Kristian Karppinen (nacido el 8 de febrero de 1971, Eskilstuna) o también conocido como Gas Lipstick, es un baterista sueco, fue muy conocido por ser miembro de la banda HIM. Él también ha tocado la batería en la banda finlandesa de deathgrind To Separate the Flesh from the Bones, en la banda de punk Ååritila y en la banda de metal Bendover. En el 2015 se dio la noticia de su retiro de la banda HIM en muy buenos términos.

## Vida personal
Mika se casó con su novia Natali en la Iglesia de Temppeliaukio, Helsinki, el 30 de agosto de 2008. Tuvo una hija que nació el 16 de enero de 2009.